# Конфронтаційне інтерв'ю
У журналістиці конфронтаційне інтерв'ю — це тип інтерв'ю, в якому інтерв'юер кидає виклик інтерв'юйованому жорсткими та наполегливими запитаннями на суперечливу або делікатну тему. 
Під час конфронтаційного інтерв'ю інтерв'юер може використовувати бойовий або агресивний стиль, щоб отримати чесні та відверті відповіді від інтерв'юйованого. Він може задавати гострі й прямі запитання, оскаржувати позиції чи твердження співрозмовника і навіть переривати або відштовхувати відповіді співрозмовника.
Хоча конфронтаційне інтерв'ю може бути ефективним інструментом для розкриття важливої інформації чи викриття правопорушень, для журналістів важливо зберігати професійну поведінку та уникати особистих нападок чи агресії. Інтерв'юер повинен завжди бути шанобливим, але наполегливим у своїх запитаннях, дозволяючи інтерв'юйованому відповідати та роз'яснювати свої позиції.